# Ski de fond aux Jeux olympiques de 1964
Pour des articles plus généraux, voir Ski de fond aux Jeux olympiques et Jeux olympiques d'hiver de 1964.
Navigation
Squaw Valley 1960 Grenoble 1968
Les épreuves de ski de fond aux Jeux olympiques d'hiver de 1964 se déroulent à Seefeld in Tirol, en Autriche, du 30 janvier au 8 février 1964. Pour la première fois, le 5 kilomètres féminin fait partie du programme olympique.

## Podium
| Épreuves                                    | Or                                                                        | Argent                                                             | Bronze                                                                        |
| ------------------------------------------- | ------------------------------------------------------------------------- | ------------------------------------------------------------------ | ----------------------------------------------------------------------------- |
| 15 km hommes résultats détaillés            | Eero Mäntyranta (FIN)                                                     | Harald Grønningen (NOR)                                            | Sixten Jernberg (SWE)                                                         |
| 30 km hommes résultats détaillés            | Eero Mäntyranta (FIN)                                                     | Harald Grønningen (NOR)                                            | Igor Voronchikhin (URS)                                                       |
| 50 km hommes résultats détaillés            | Sixten Jernberg (SWE)                                                     | Assar Rönnlund (SWE)                                               | Arto Tiainen (FIN)                                                            |
| Relais 4 × 10 km hommes résultats détaillés | Suède Karl-Ake Asph Sixten Jernberg Janne Stefansson Assar Rönnlund       | Finlande Väinö Huhtala Arto Tiainen Kalevi Laurila Eero Mäntyranta | Union soviétique Ivan Utrobin Gennady Vaganov Igor Voronchikhin Pavel Kolchin |
| 5 km femmes résultats détaillés             | Klavdiya Boyarskikh (URS)                                                 | Mirja Lehtonen (FIN)                                               | Alevtina Kolchina (URS)                                                       |
| 10 km femmes résultats détaillés            | Klavdiya Boyarskikh (URS)                                                 | Yevdokiya Mekshilo (URS)                                           | Maria Gusakova (URS)                                                          |
| Relais 3 × 5 km femmes résultats détaillés  | Union soviétique Alevtina Kolchina Yevdokiya Mekshilo Klavdiya Boyarskikh | Suède Barbro Martinsson Britt Strandberg Toini Gustafsson          | Finlande Senja Pusula Toini Mikkola-Pöysti Mirja Lehtonen                     |

## Tableau des médailles
| Rang | Nation           | Or | Argent | Bronze | Total |
| ---- | ---------------- | -- | ------ | ------ | ----- |
| 1er  | Union soviétique | 3  | 1      | 4      | 8     |
| 2e   | Finlande         | 2  | 2      | 2      | 6     |
| 3e   | Suède            | 2  | 2      | 1      | 5     |
| 4e   | Norvège          | 0  | 2      | 0      | 2     |

## Résultats

### 15 kilomètres
| Rang                                | Athlète                 | Temps         |
| ----------------------------------- | ----------------------- | ------------- |
| Médaille d'or, Jeux olympiques      | Eero Mäntyranta (FIN)   | 50 min 54 s 1 |
| Médaille d'argent, Jeux olympiques  | Harald Grønningen (NOR) | 51 min 34 s 8 |
| Médaille de bronze, Jeux olympiques | Sixten Jernberg (SWE)   | 51 min 42 s 2 |
| 4e                                  | Väinö Huhtala (FIN)     | 51 min 45 s 4 |
| 5e                                  | Janne Stefansson (SWE)  | 51 min 46 s 4 |
| 6e                                  | Pavel Kolchin (URS)     | 51 min 52 s 0 |

### 30 kilomètres
| Rang                                | Athlète                 | Temps             |
| ----------------------------------- | ----------------------- | ----------------- |
| Médaille d'or, Jeux olympiques      | Eero Mäntyranta (FIN)   | 1 h 30 min 50 s 7 |
| Médaille d'argent, Jeux olympiques  | Harald Grønningen (NOR) | 1 h 32 min 02 s 3 |
| Médaille de bronze, Jeux olympiques | Igor Voronchikhin (URS) | 1 h 32 min 15 s 8 |
| 4e                                  | Janne Stefansson (SWE)  | 1 h 32 min 34 s 8 |
| 5e                                  | Sixten Jernberg (SWE)   | 1 h 32 min 39 s 6 |
| 6e                                  | Kalevi Laurila (FIN)    | 1 h 32 min 41 s 4 |

### 50 kilomètres
| Rang                                | Athlète                 | Temps             |
| ----------------------------------- | ----------------------- | ----------------- |
| Médaille d'or, Jeux olympiques      | Sixten Jernberg (SWE)   | 2 h 43 min 52 s 6 |
| Médaille d'argent, Jeux olympiques  | Assar Rönnlund (SWE)    | 2 h 44 min 58 s 2 |
| Médaille de bronze, Jeux olympiques | Arto Tiainen (FIN)      | 2 h 45 min 30 s 4 |
| 4e                                  | Janne Stefansson (SWE)  | 2 h 45 min 36 s 6 |
| 5e                                  | Sverre Stensheim (NOR)  | 2 h 45 min 47 s 2 |
| 6e                                  | Harald Grønningen (NOR) | 2 h 47 min 47 s 1 |

### Relais 4 × 10 kilomètres
| Rang                                | Pays                                                                               | Temps             |
| ----------------------------------- | ---------------------------------------------------------------------------------- | ----------------- |
| Médaille d'or, Jeux olympiques      | Suède (Karl-Åke Asph, Sixten Jernberg, Janne Stefansson, Assar Rönnlund)           | 2 h 18 min 34 s 6 |
| Médaille d'argent, Jeux olympiques  | Finlande (Väinö Huhtala, Arto Tiainen, Kalevi Laurila, Eero Mäntyranta)            | 2 h 18 min 42 s 4 |
| Médaille de bronze, Jeux olympiques | Union soviétique (Ivan Utrobin, Gennady Vaganov, Igor Voronchikhin, Pavel Kolchin) | 2 h 18 min 46 s 9 |
| 4e                                  | Norvège (Magnar Lundemo, Erling Steineide, Einar Østby, Harald Grønningen)         | 2 h 19 min 11 s 9 |
| 5e                                  | Italie (Giuseppe Steiner, Marcello De Dorigo, Giulio de Florian, Franco Nones)     | 2 h 21 min 16 s 8 |
| 6e                                  | France (Victor Arbez, Felix Mathieu, Roger Pires, Paul Roland)                     | 2 h 26 min 31 s 4 |

### 5 kilomètres
| Rang                                | Athlète                   | Temps          |
| ----------------------------------- | ------------------------- | -------------- |
| Médaille d'or, Jeux olympiques      | Klavdiya Boyarskikh (URS) | 17 min 50 s 5  |
| Médaille d'argent, Jeux olympiques  | Mirja Lehtonen (FIN)      | 17 min 52 s 9  |
| Médaille de bronze, Jeux olympiques | Alevtina Kolchina (URS)   | 18 min 08 s 4  |
| 4e                                  | Yevdokiya Mekshilo (URS)  | 18 min 16 s 7  |
| 5e                                  | Toini Pöysti (FIN)        | 18 min 25 s 3  |
| 6e                                  | Toini Gustafsson (SWE)    | 18 min 25 s 7. |

### 10 kilomètres
| Rang                                | Athlète                   | Temps         |
| ----------------------------------- | ------------------------- | ------------- |
| Médaille d'or, Jeux olympiques      | Klavdiya Boyarskikh (URS) | 40 min 24 s 3 |
| Médaille d'argent, Jeux olympiques  | Yevdokiya Mekshilo (URS)  | 40 min 26 s 6 |
| Médaille de bronze, Jeux olympiques | Maria Gusakova (URS)      | 40 min 46 s 6 |
| 4e                                  | Britt Strandberg (SWE)    | 40 min 54 s 0 |
| 5e                                  | Toini Pöysti (FIN)        | 41 min 17 s 4 |
| 6e                                  | Senja Pusula (FIN)        | 41 min 17 s 8 |

### Relais 3 × 5 kilomètres
| Rang                                | Pays                                                                                     | Temps             |
| ----------------------------------- | ---------------------------------------------------------------------------------------- | ----------------- |
| Médaille d'or, Jeux olympiques      | Union soviétique (Alevtina Kolchina, Yevdokiya Mekshilo, Klavdiya Boyarskikh)            | 59 min 20 s 2     |
| Médaille d'argent, Jeux olympiques  | Suède (Barbro Martinsson, Britt Strandberg, Toini Gustafsson)                            | 1 h 01 min 27 s 0 |
| Médaille de bronze, Jeux olympiques | Finlande (Senja Pusula, Toini Pöysti, Mirja Lehtonen)                                    | 1 h 02 min 45 s 1 |
| 4e                                  | Équipe unifiée d’Allemagne (Christine Nestler, Rita Czech-Blasl, Renate Damhauer-Borges) | 1 h 04 min 29 s 9 |
| 5e                                  | Bulgarie (Rosa Dimova, Nadezhda Vasilieva, Krastana Stoeva)                              | 1 h 06 min 40 s 0 |
| 6e                                  | Tchécoslovaquie (Jarmila Škodová, Eva Břizová, Eva Paulusová)                            | 1 h 08 min 42 s 8 |